# Mark Slouka
Pour les articles homonymes, voir Slouka.
 (avril 2024).
La mise en forme du texte ne suit pas les recommandations de Wikipédia : il faut le « wikifier ».
Les points d'amélioration suivants sont les cas les plus fréquents. Le détail des points à revoir est peut-être précisé sur la page de discussion.
- Les titres sont pré-formatés par le logiciel. Ils ne sont ni en capitales, ni en gras.
- Le texte ne doit pas être écrit en capitales (les noms de famille non plus), ni en gras, ni en italique, ni en « petit »…
- Le gras n'est utilisé que pour surligner le titre de l'article dans l'introduction, une seule fois.
- L'italique est rarement utilisé : mots en langue étrangère, titres d'œuvres, noms de bateaux, etc.
- Les citations ne sont pas en italique mais en corps de texte normal. Elles sont entourées par des guillemets français : « et ».
- Les listes à puces sont à éviter, des paragraphes rédigés étant largement préférés. Les tableaux sont à réserver à la présentation de données structurées (résultats, etc.).
- Les appels de note de bas de page (petits chiffres en exposant, introduits par l'outil «  Source ») sont à placer entre la fin de phrase et le point final[comme ça].
- Les liens internes (vers d'autres articles de Wikipédia) sont à choisir avec parcimonie. Créez des liens vers des articles approfondissant le sujet. Les termes génériques sans rapport avec le sujet sont à éviter, ainsi que les répétitions de liens vers un même terme.
- Les liens externes sont à placer uniquement dans une section « Liens externes », à la fin de l'article. Ces liens sont à choisir avec parcimonie suivant les règles définies. Si un lien sert de source à l'article, son insertion dans le texte est à faire par les notes de bas de page.
- La présentation des références doit suivre les conventions bibliographiques. Il est recommandé d'utiliser les modèles {{Ouvrage}}, {{Chapitre}}, {{Article}}, {{Lien web}} et/ou {{Bibliographie}}. Le mode d'édition visuel peut mettre en forme automatiquement les références.
- Insérer une infobox (cadre d'informations à droite) n'est pas obligatoire pour parachever la mise en page.

Pour une aide détaillée, merci de consulter Aide:Wikification.
Si vous pensez que ces points ont été résolus, vous pouvez retirer ce bandeau et améliorer la mise en forme d'un autre article.
Mark Slouka né en 1958 à New York est un romancier et essayiste américain qui a été récompensé d'une bourse Guggenheim en 2005. Il contribue fréquemment au Harper's Magazine.

## Éducation et carrière
Slouka est né d'immigrants tchèques, Olga et Zdenek Slouka. En 1987, il a obtenu un doctorat à l'Université de Columbia et est devenu enseignant. De 1985 à 1989, il a été professeur à l'université Harvard où il donnait des cours de littérature américaine. Après un intermède d'un an à l'Université d'État de Pennsylvanie, Slouka a rejoint l'Université de Californie à San Diego, où de 2005 à 2006, il a été président de la division d'écriture créative et en 1999, professeur à la division d'écriture de l'Université Columbia.

## Travaux
Le premier sujet important de Slouka était le livre de 1996 War of the Worlds: Cyberspace and the Assault on Reality (En français La Guerre des mondes : le cyberespace et l'assaut contre la réalité, publié aux éditions LIBRE en 2022), qui montre dans quelle mesure la réalité virtuelle et le flou de la vie réelle accompagnés des fantaisies des entreprises sont devenus un « véritable phénomène culturel ». En 2003, le premier roman de Slouka, God's Fool (en français aux Éditions Grasset), a romancé la vie des jumeaux siamois, Chang et Eng Bunker.
Un de ses essais intitulé "Listening for Silence: Notes on the Aural Life" est paru dans l'anthologie de 2004 Audio Cultures. Dans cet essai, Slouka introduit des concepts et des questions qui posent un débat philosophique sur ce qu'est le silence. Le silence peut-il vraiment exister, ou est-il simplement créé par ce que les gens décident d'ignorer ? Bien que les gens prêtent attention au paysage visuel de notre monde, le changement du paysage sonore semble passer inaperçu. Slouka considère la mort comme un silence et, à certains égards, c'est parce qu'un humain perd la capacité d'entendre. La peur du silence est ce qui crée l’envie du bruit et de la musique. Slouka dit même que « la peur nous force la main, nous inspire, rend visible les choses que nous aimons ». Le silence est une entité qui suscite la curiosité et il existe d’autres manières de le décrire. La contribution de Slouka au livre a principalement donné lieu à des idéologies contrastées entre musiciens et auteurs. En 2006, Slouka écrit sa nouvelle Dominion. Initialement publiée dans TriQuarterly, elle fut incluse dans l'anthologie Best American Short Stories 2006 . Sa nouvelle The Hare's Mask, initialement publiée dans Harper's, a été incluse dans l'anthologie The Best American Short Stories 2011.
Son deuxième roman, Le Monde visible (Grasset, 2007), raconte l'histoire d'un fils découvrant la vie antérieure imparfaite de ses parents au sein de la résistance tchèque. Le livre a gagné en notoriété au Royaume-Uni après son inclusion dans la liste 2008 du Richard &amp; Judy Book Club.
Dans son livre Essays from the Nick of Time, Slouka affirme que « les sciences humaines sont un superbe mécanisme de transmission de ce que nous pourrions appeler les valeurs démocratiques ». Dans l'un des essais, « Quitter l'usine de peinture », il déclare : « L'oisiveté est [...] indispensable à la construction d'un être humain complet ; [...] nous laissant le temps de comprendre qui nous sommes et ce que nous croyons ; en nous laissant le temps de réfléchir à ce qui est injuste et à ce que nous pourrions faire pour y remédier.
Son troisième roman (publié en 2013), Brewster, a été qualifié d' « instantanément fascinant » par Jennifer Egan, lauréate du prix Pulitzer.

## Prix
En 2011, Slouka a reçu le prix PEN/Diamonstein-Spielvogel pour l'art de l'essai pour Essays from the Nick of Time et un an plus tard, il a reçu le prix O. Henry.